# Hessa bint Salman Al Khalifa
Hessa bint Salman Al Khalifa (in arabo حصة بنت سلمان آل خليفة‎?; 1928 – Manama, 5 agosto 2009) è stata la consorte di Isa bin Salman Al Khalifa, sovrano del Bahrein dal 1961 al 1999.

## Biografia

### Nascita e matrimonio
La sceicca Hessa nacque nel 1928, figlia di Salman bin Ibrahim Al Khalifa. L'8 maggio 1949 sposò Isa bin Salman Al Khalifa.

### Consorte del Bahrein
Il 2 novembre 1961, alla morte del suocero, ereditò il trono come consorte del marito.
Nei quasi quarant'anni di regno di Isa, Hessa si vide impegnata nel sostenere attività sociali, caritatevoli e le istituzioni di volontariato. Il 6 marzo 1999 rimase vedova.

### Morte
Morì al palazzo Al-Sakhir di Manama, all'età di circa 81 anni il 5 agosto 2009. Venne tumulata nel cimitero di Al-Rifa'a.

## Memoria
In memoria della sceicca Hessa e dell'impegno per il volontariato che ebbe in vita, nel 2011 venne istituito dal figlio Hamad il premio Shaikha Hessa bint Salman Al Khalifa for Youth Voluntary Work, con gli obiettivi di rafforzare la concorrenza leale e le iniziative giovanili di volontariato e non, con lo sviluppo di idee creative, innovative e sostenibili.
Il premio viene conferito con cadenza biennale, ai giovani bahreiniti che sia siano distinti nel volontariato individualmente o collettivamente.

## Cariche onorarie
La sceicca Hessa ricopriva le seguenti cariche:
- Presidentessa onoraria della Children and Mothers' Welfare Society;
- Presidentessa onoraria della International Ladies' Association.

## Discendenza
Hessa bint Salman Al Khalifa e Isa bin Salman Al Khalifa hanno avuto nove figli e cinquanta nipoti:
- Re Hamad (nato a Riffa il 28 gennaio 1950), ha sposato in prime nozze la sceicca Sabika bint Ibrahim Al Khalifa (1948) il 9 ottobre 1968, in seconde nozze la sceicca kuwaitiana Sheia bint Hasan Al Khrayyesh Al Ajmi nel 1986 per poi divorziare, in terze nozze la sceicca qatariota Hessa bint Faisal Al Marri nel 1990, in quarte nozze Manal bint Jabor Al Naimi. Ha avuto dodici figli, di cui sette maschi e cinque femmine:
  - Sceicco Salman (nato a Riffa il 21 ottobre 1969) dalla prima moglie;
  - Sceicco Abdullah (nato il 30 giugno 1975) dalla prima moglie;
  - Sceicco Khalifa (nato il 4 giugno 1977) dalla prima moglie;
  - Sceicca Najla (nata il 20 maggio 1981) dalla prima moglie;
  - Sceicco Nasser (nato l'8 maggio 1987) dalla seconda moglie;
  - Sceicco Khalid (nato a Riffa il 13 settembre 1989) dalla seconda moglie;
  - Sceicco Faisal (Palazzo Al-Shakir, Riffa, 12 febbraio 1991 - Safriya, 12 gennaio 2006), dalla terza moglie;
  - Sceicca Hessa (nata il 14 febbraio 1993), dalla quarta moglie;
  - Sceicca Noura (nata il 6 novembre 1993), dalla terza moglie;
  - Sceicca Munira (nata il 15 luglio 1995), dalla terza moglie;
  - Sceicco Sultan (nato nel 1997), dalla quarta moglie;
  - Sceicca Rima (nata nel 2002), nata dalla quarta moglie.
- Sceicco Rashid (? - Germania, 17 dicembre 2010), ha avuto sette figli maschi:
  - Sceicco Turki;
  - Sceicco Faisal;
  - Sceicco Muhammad;
  - Sceicco Abdullah;
  - Sceicco Nawaf;
  - Sceicco Salman;
  - Sceicco Isa.
- Sceicco Muhammad, ha sposato la sceicca Khuloud Al Khalifa e con lei ha avuto quattro figli, di cui due maschi e due femmine:
  - Sceicco Isa;
  - Sceicco Salman;
  - Sceicca Ayesha;
  - Sceicca Hessa.
- Sceicco Abdullah, ha sposato la cugina paterna Haya bint Muhammad Al Khalifa e con lei ha avuto quattro figli, di cui tre maschi e una femmina:
  - Sceicco Hamad;
  - Sceicco Isa;
  - Sceicco Muhammad;
  - Sceicca Jawahir.
- Sceicco Ali, ha sposato la cugina paterna Anoud bint Muhammad Al Khalifa e con lei ha avuto cinque figli, di cui tre maschi e due femmine:
  - Sceicco Isa;
  - Sceicco Khalid;
  - Sceicco Khalifa;
  - Sceicca Sheikha,
  - Sceicca Hessa.
- Sceicca Maryam, ha sposato Ali bin Abdullah Al Khalifa e con lui ha avuto cinque figli, di cui due maschi e tre femmine;
- Sceicca Munira, ha sposato Salman bin Muhammad Al Khalifa (1962-2007) con cui ha avuto sei figli, di cui cinque maschi e una femmina;
- Sceicca Sheikha, ha sposato Duaij bin Hamad Al Khalifa e con lui ha avuto cinque figli, di cui due maschi e tre femmine;
- Sceicca Nura (? - 11 dicembre 2018), ha sposato Isa bin Ali bin Hamad Al Khalifa (? - 2015), con cui ha avuto due figli e da cui ha divorziato.